# 關西電力
關西電力股份有限公司（日语：関西電力株式会社；東證1部：9503）簡稱「關電」（かんでん）或「KEPCO」（ケプコ），是日本一間電力公司，提供近畿地方2府6縣（京都府、大阪府、滋賀縣、兵庫縣、奈良縣、和歌山縣、福井縣、三重縣）及岐阜縣（關原町一部份）的電力供應服務，在當地屬於寡占企業。2020年时，关西电力在福布斯全球企业中排名447位。

## 历史

### 成立
關西電力成立於1951年，係在戰後日本電力系統重新統合的過程中創建。前身是二戰時日本為實施电力国家统制而設立的日本发送电和關西配電，战后同盟國軍事佔領下，实际统治日本的駐日盟軍總司令部 （GHQ）为了根除日本军国主义思想，决定推动经济民主化，解散战前日本的财阀和垄断企业。
1947年12月在GHQ要求下通过《过度经济力集中排除法》，日本發送電也被认定为垄断企业之一，日本發送電和全日本九家配電公司被要求提交重組計劃。迫于GHQ压力日本政府在1950年强行通过《电气事业再编成法》和《公益事業法》，1951年5月1日由日本发送电與關西配電重組成的關西電力成立，接收日发和關西配電在關西地區的電力設備。

### 发电设施
在電氣事業再編時，如何分配水力發電水權的歸屬成為重要討論議題，在中部、北陸地區，特別是日本阿爾卑斯山區，由於富含水力資源，導致激烈的水權爭奪。最終庄川、黑部川等既有的水力发电站被划归关西电力，因为庄川、黑部川既有的水力发电站由日本电力建设，而日本电力的资产由关西电力继承，使得关西电力拥有的许多水力发电站不在關西地区。关西电力建设的黑部水壩不但是關電重要发电设施，也是著名观光景点。
除了水力发电，關電还有大量核能發電站，核能發電於2009年曾占了關電发电量約55%，但2011年福島第一核電廠事故後，日本各核電廠全面停機檢修並強化安全設施。至2014年時，核電發電量為0%、水力發電量為12%、火力發電量為87%。

### 年表
- 1951年5月1日 - 松永安左衛門（日语：松永安左エ門）（電氣事業再編成審議會委員長）說服GHQ核准統合案，將「關西配電株式會社」與「日本發送電株式會社」管轄之区域統合設立「關西電力株式會社」。
- 1961年1月15日 - 黑部川第四發電所开始运营。
- 1963年10月 - 姬路第二發電廠开始运营，最初为燃油发电站，之后转换为燃气发电站，目前是關西電力发电量最大的火力发电站，发电量2919MW。
- 1964年8月 - 關電隧道無軌電車开始运营，曾是日本唯一，经营由铁道事业法（日语：鉄道事業法）管辖的轨道之电力公司。
- 1970年11月28日 - 關西電力首個核電廠--美滨核电站1号机组開始運營。
- 1974年11月14日 - 高濱核電廠（日语：高浜発電所）1号机组開始運營。
- 1979年3月27日 - 大饭核电站1号机组開始運營，曾有1~4号机4个机组，总发电量4700MW，为日本第二大核電廠，仅次于柏崎刈羽核电站。
- 1990年11月 - 關西電力首個新设 (非燃煤、燃油转换)燃气发电站--南港發電廠開始運營。
- 1998年 - 日本最大水力发电站奥多多良木发电站（日语：多々良木ダム）開始運營，发电量达到1932MW。
- 2001年 - 废止多个燃油发电站。
- 2003年12月5日 - 原计划与中部電力、北陆电力共同运营的珠洲核电站（日语：珠洲原子力発電所），因地方反对、经济下行，宣告计划冻结。[3]
- 2004年8月 - 舞鶴發電廠開始運營，關電时隔30余年再次建设燃煤发电站。
- 2006年3月8日 - 久美滨核电站（日语：久美浜原子力発電所）因地方反对计划中止。[4]
- 2010年10月5日 - 日本電力公司首个大規模太阳能发电站--堺太阳能发电站（日语：堺太陽光発電所）開始運營。
- 2012年12月20日 - 關西電力首個风力发电站--淡路风力发电站開始運營。
- 2015年4月27日 - 美滨核电站1、2号机组废炉[5]。
- 2017年12月22日 - 大饭核电站1、2号机组废炉。
- 2019年4月 - 關電隧道無軌電車变更為一般公車關電隧道電氣巴士。
- 2020年4月1日 - 為實現發送電分離（日语：発送電分離），成立關西電力送配電（日语：関西電力送配電）負責送配電業務。[6]

## 黑部川开发

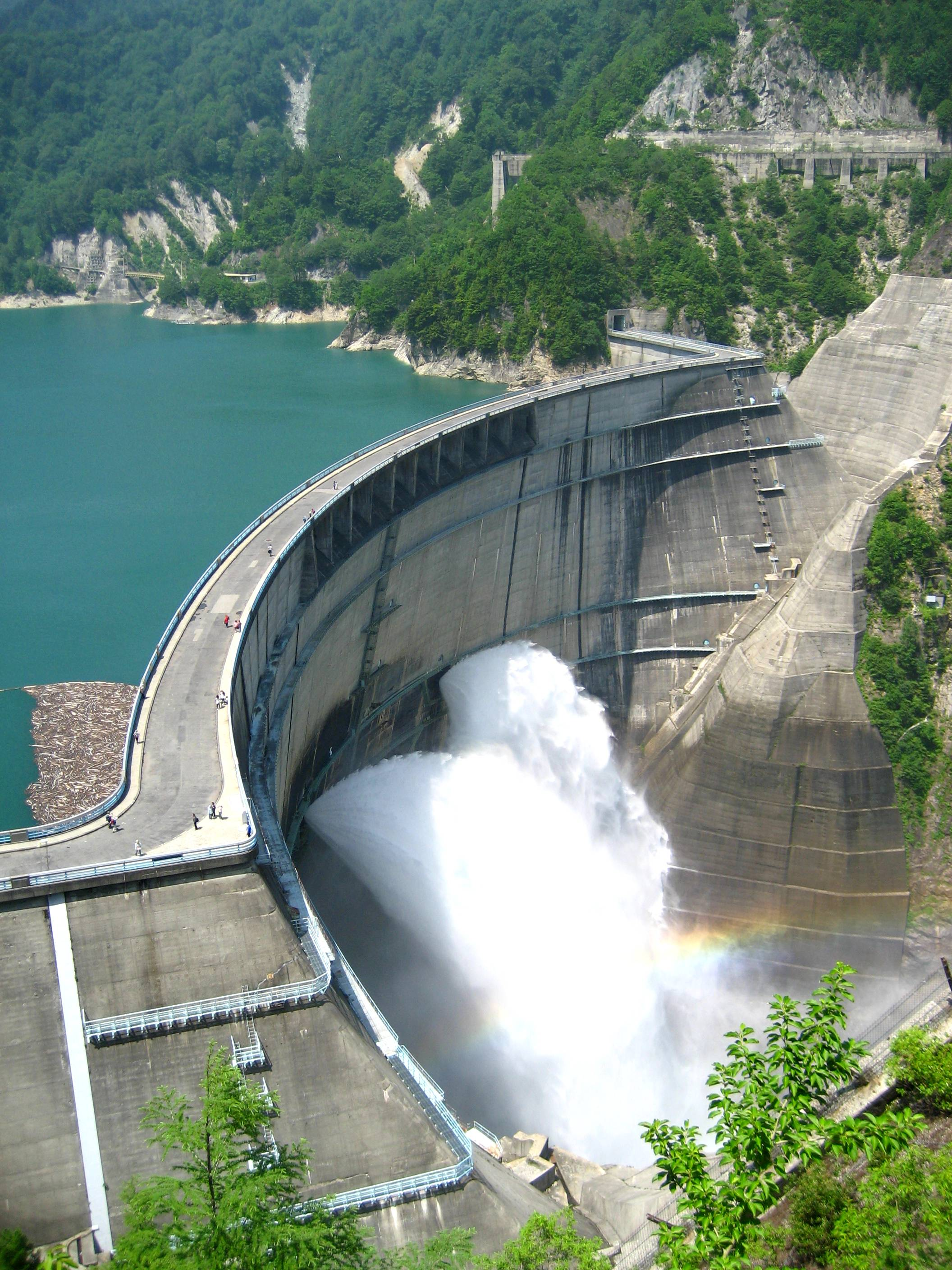
黑部水壩

在第二次世界大战前，日本电力（后来併入日本发送电）为了向近畿地方供电，在富山县的黑部川水系建立了许多水力发电设施。战后，在解散日本发送电时，基于配电地主义的观点，这些设施被移交给了关西电力。此外，关西电力还自主建设了黑部川第四發電廠。為此关西电力在位于配电区域外的富山县富山市设立了北陆支社，特别是为了管理黑部川第四发电所及黑部大坝等所谓的“黑四”相关设施，在长野县大町市设立了黑四管理事务所。
为了建设这些发电设施，早在日本电力时代，就从北陸本線 (现今的愛之風富山鐵道線)黑部站沿着黑部川修建了铁路、专用轨道以及步道（“日电步道”）。在建设“黑四”相关设施时，还从长野县一侧修建了用于施工的道路（后来成为大町收费道路和关电隧道）。这些铁路和道路不仅用于维持管理發电设施，还被移交给地方铁路公司用于交通、观光目的。目前，关西电力还运营着从扇澤站到黑部大壩站之间的關電隧道電氣巴士，并将黑部峡谷铁道欅平站以上的上部轨道作为關西電力黑部專用鐵道运营，而下部轨道（宇奈月 - 欅平，黑部峽谷鐵道本線）则由其子公司黑部峽谷鐵道负责运营，开放一般旅客搭乘。

## 核电设备

### 列表

#### 運營中
| 名称           | 所在地             | 堆型       | 反應爐 | 单堆功率 (MW) | 运行開始年 | 備註 |
| -------------- | ------------------ | ---------- | ------ | ------------- | ---------- | --- |
| 美濱核能發電廠 | 福井縣三方郡美濱町 | 压水反应堆 | 3      | 826           | 1976       | 2016年11月16日延役申請通過，延長使用年限20年。2020年2月27日安全檢查通過。2021年4月28日同意重新启用，2021年7月30日重新启用。                                                       |
| 大飯核能發電廠 | 福井縣大飯郡大飯町 | 压水反应堆 | 3      | 1180          | 1991       | 2018年3月14日重新启用。 |
| 大飯核能發電廠 | 福井縣大飯郡大飯町 | 压水反应堆 | 4      | 1180          | 1993       | 2018年5月9日重新启用。 |
| 高濱核能發電廠 | 福井縣大飯郡高濱町 | 压水反应堆 | 1      | 826           | 1974       | 2016年6月20日延長使用年限20年申請通過。2021年2月15日安全檢查通過，原定2021年重新启用，2021年5月12日關西電力宣布暫緩重啟。2023年7月28日1号機重新启用。2023年9月15日2号機重新启用。 |
| 高濱核能發電廠 | 福井縣大飯郡高濱町 | 压水反应堆 | 2      | 826           | 1975       | 2016年6月20日延長使用年限20年申請通過。2021年2月15日安全檢查通過，原定2021年重新启用，2021年5月12日關西電力宣布暫緩重啟。2023年7月28日1号機重新启用。2023年9月15日2号機重新启用。 |
| 高濱核能發電廠 | 福井縣大飯郡高濱町 | 压水反应堆 | 3      | 870           | 1975       | 2017年7月4日重新启用。2024年5月延長使用年限20年申請通過。 |
| 高濱核能發電廠 | 福井縣大飯郡高濱町 | 压水反应堆 | 4      | 870           | 1975       | 2017年6月16日重新启用。2024年5月延長使用年限20年申請通過。 |

#### 除役中
| 名称           | 所在地             | 堆型       | 反應爐 | 单堆功率 (MW) | 运行開始年 | 除役年 | 預定除役完成年 |
| -------------- | ------------------ | ---------- | ------ | ------------- | ---------- | ------ | -------------- |
| 美濱核能發電廠 | 福井縣三方郡美濱町 | 压水反应堆 | 1      | 340           | 1970       | 2015   | -              |
| 美濱核能發電廠 | 福井縣三方郡美濱町 | 压水反应堆 | 2      | 500           | 1972       | 2015   | -              |
| 大飯核能發電廠 | 福井縣大飯郡大飯町 | 压水反应堆 | 1      | 1175          | 1979       | 2017   | -              |
| 大飯核能發電廠 | 福井縣大飯郡大飯町 | 压水反应堆 | 2      | 1175          | 1979       | 2017   | -              |

#### 計劃中止
| 発電所名     | 所在地                                        | 反應爐数 | 单堆功率 (MW) | 计划中止年 | 備註                               |
| ------------ | --------------------------------------------- | -------- | ------------- | ---------- | ---------------------------------- |
| 珠洲核电站   | 石川县珠洲市                                  | 2        | 1000          | 2003       | 原计划与中部電力、北陆电力共同运营 |
| 久美滨核电站 | 京都府熊野郡久美滨町 （現・京丹後市久美滨町） | 2        | 1200          | 2006       | [ 4 ]                              |
| 日高核电站   | 和歌山县日高郡日高町                          |          |               | 2005       | 仅规划用地，没有详细计划           |
| 日置川核电站 | 和歌山县西牟婁郡日置川町 （現・白滨町）       |          |               | 2005       | 仅规划用地，没有详细计划           |

### 關電与核电

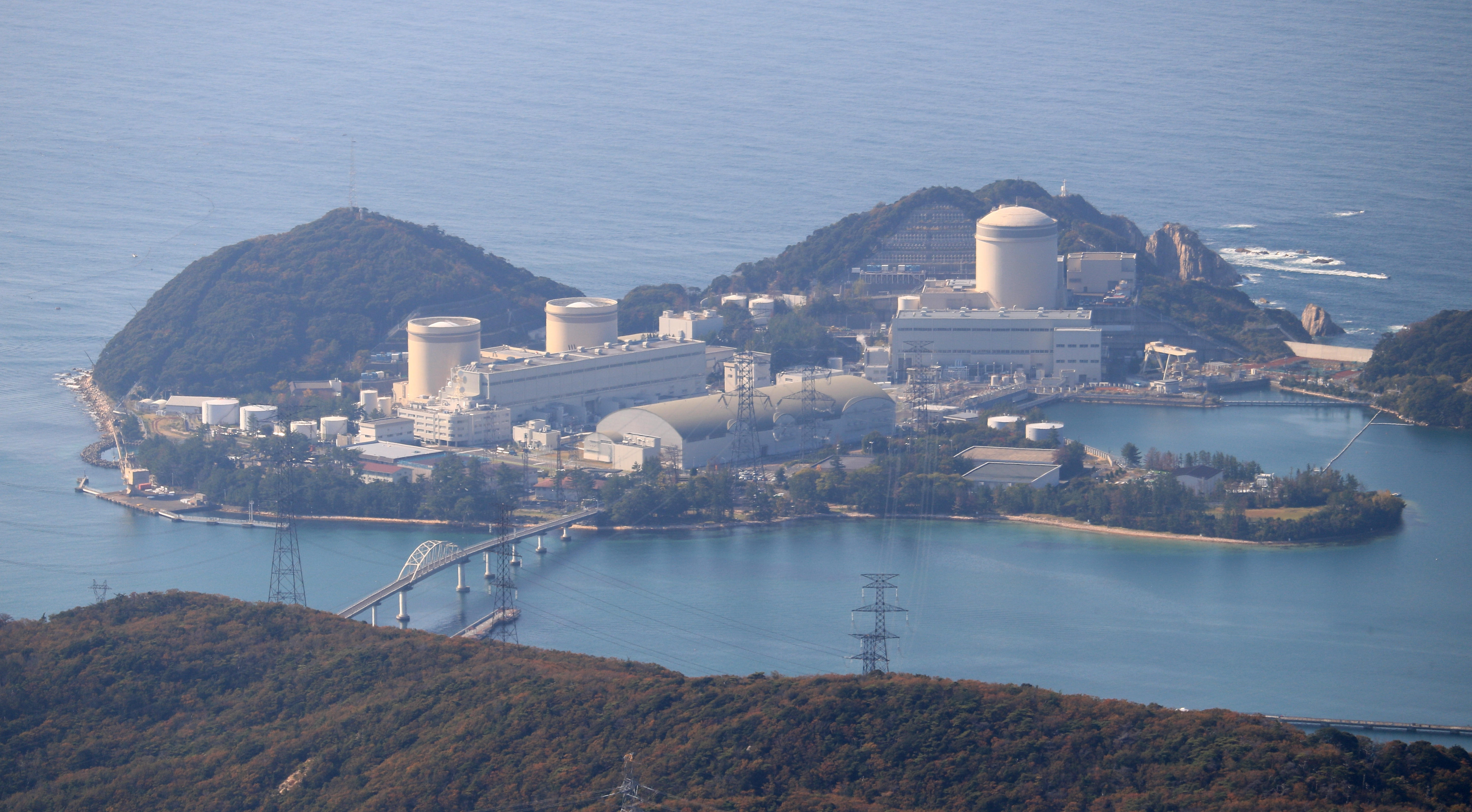
美滨核电站

1970年代石油危機後，日本的電力公司都將發展重點放在核能發電上，曾经關西電力的发电量中核电占极高比例，關電自身宣传亦称“关西的电力约一半是核能”(関西の電気の約半分は原子力)。另外關電的核电站都建设在若狹灣沿岸，核电站机组曾经多达11个，目前仍有7个，再加上同区域的日本原子力發電敦賀發電廠、日本原子能研究开发机构的新型轉換反应堆“普賢核能發電廠”及快中子增殖反应堆“文殊”，使该区域有“原发银座”(原発銀座)之称。
但2011年福島第一核電廠事故後，日本各核電廠全面停機檢修並強化安全設施，關西電力被迫放弃曾占发电量极高比例的核电，但關西電力积极推动核電廠重启，并获得一定成功。

### 核电重启
- 2012年7月5日 - 大饭核电站3號機恢復運轉[18]；同月21日，4號機恢復運轉[19]。兩機組成為福島核電廠事故後日本首批恢復運轉的核電機組。
- 2013年9月 - 大饭核电站兩機組分別於2日及15日起暫停運轉以進行例行檢查及新管制基準的改善工程，日本再次完全沒有核電生產[20][21]。
- 2016年
  - 1月29日 - 高濱核電廠3号機重启。[22]
  - 2月26日 - 高濱核電廠4号機重启。[23]但2月29日反應炉因發電機故障而自動關閉。[24]
  - 3月10日 - 因大津地方裁判所通过高濱核電廠3、4号機暂停启动假处分，高濱核電廠3号機被迫停止运转。[25]
  - 6月20日 - 高濱核電廠1、2号機延長使用年限20年申請通過，日本首次有运营超40年的核電廠延役。[10]
- 2017年
  - 3月28日 - 大阪高等裁判所推翻大津地方裁判所假处分。[26]
  - 6月16日 - 高濱核電廠4号機再次重启。[17]
  - 7月4日 - 高濱核電廠3号機再次重启。[15]
- 2018年
  - 3月14日 - 大饭核电站3号機重启。
  - 5月9日 - 大饭核电站4号機重启[9]。
- 2021年7月30日 - 美滨核电站3号机组重启，日本首次有运营超40年的核電廠启用。[8]
- 2023年
  - 7月28日 - 高濱核電廠1号機再次重启。[13]
  - 9月15日 - 高濱核電廠2号機再次重启。[14]至此關西電力所有现役核电站恢复运转，高濱核電廠成为目前關西電力发电量最大的发电站。
- 2024年
  - 5月 - 高濱核能發電廠3、4号機延長使用年限20年申請通過。[16]

## 其他发电设备

### 火力发电站
| 發電廠名稱           | 商轉年分 | 裝置容量 （MW） | 燃料                 | 所在位置             | 備註                       |
| -------------------- | -------- | --------------- | -------------------- | -------------------- | -------------------------- |
| 姬路第一發電廠       | 1955     | 1,507.4         | 天然氣               | 兵庫縣姬路市         | [ 27 ] [ 28 ]              |
| 和歌山共同發電廠     | 1963     | 379             | 重油、副產物可燃氣體 | 和歌山县和歌山市     | 关联公司和歌山共同火力运营 |
| 姬路第二發電廠       | 1963     | 2,919           | 天然氣               | 兵庫縣姬路市         |                            |
| 堺港發電廠           | 1964     | 2,000           | 天然氣               | 大阪府堺市西区       | 燃氣機組2009年啟用         |
| 相生發電廠           | 1982     | 750             | 燃油、天然氣         | 兵庫縣相生市         |                            |
| 御坊發電廠           | 1984     | 1,800           | 重油、原油           | 和歌山縣御坊市       |                            |
| 赤穗發電廠           | 1987     | 1,200           | 重油、原油           | 兵庫縣赤穗市         |                            |
| 宮津能源研究         | 1989     | 75              | 重油、原油           | 京都府宮津市         | [ 30 ]                     |
| 南港發電廠           | 1990     | 1,800           | 天然氣               | 大阪府大阪市住之江区 | [ 27 ]                     |
| 關西國際機場能源中心 | 1993     | 40              | 燃油、天然氣         | 大阪府泉南郡田尻町   |                            |
| 舞鶴發電廠           | 2004     | 1,800           | 煤炭、木質生物質     | 京都府舞鶴市         |                            |

### 水力发电站
关西电力共有152个水力发电站，100MW以上的主要水力发电站有：
| 發電站名稱         | 水系名 | 方式       | 裝置容量 （MW） | 所在地               |
| ------------------ | ------ | ---------- | --------------- | -------------------- |
| 读书发电站         | 木曾川 | 調整池式   | 119             | 長野縣木曾郡南木曾町 |
| 丸山发电站         | 木曾川 | 調整池式   | 138             | 岐阜縣加茂郡八百津町 |
| 木曾发电站         | 木曾川 | 調整池式   | 116             | 長野縣木曾郡木曾町   |
| 下小鳥发电站       | 神通川 | 調整池式   | 142             | 岐阜縣飛驒市         |
| 新黑部川第三发电站 | 黑部川 | 調整池式   | 110             | 富山縣黑部市         |
| 黑部川第四發電廠   | 黑部川 | 調整池式   | 335             | 富山縣黑部市         |
| 音泽发电站         | 黑部川 | 調整池式   | 124             | 富山縣黑部市         |
| 奥吉野发电站       | 新宮川 | 抽水蓄能式 | 1206            | 奈良縣吉野郡十津川村 |
| 喜撰山发电站       | 淀川   | 抽水蓄能式 | 466             | 京都府宇治市         |
| 大河内发电站       | 市川   | 抽水蓄能式 | 1280            | 兵庫縣神崎郡神河町   |
| 奥多多良木发电站   | 圆山川 | 抽水蓄能式 | 1932            | 兵庫縣朝来市         |

### 新能源發電站
10MW以上的主要再生能源发电站有：
| 名称             | 方式       | 裝置容量 (MW) | 所在地         | 備考                       |
| ---------------- | ---------- | ------------- | -------------- | -------------------------- |
| 淡路風力發電廠   | 風力發電   | 12            | 兵庫县淡路市   | 子公司關電能源解決方案运营 |
| 堺太阳能发电站   | 太陽能發電 | 10            | 大阪府堺市西区 |                            |
| 有田太陽能發電廠 | 太陽能發電 | 29.7          | 和歌山县有田市 | 子公司關電能源解決方案运营 |

### 除役发电站
| 名称             | 使用燃料   | 裝置容量 （MW） | 废止时间 | 所在地               | 備考                   |
| ---------------- | ---------- | --------------- | -------- | -------------------- | ---------------------- |
| 火力发电站       |            |                 |          |                      |                        |
| 尼崎第一发电站   | 煤炭       | 318             | 1974     | 兵庫县尼崎市         |                        |
| 尼崎第二发电站   | 煤炭       | 300             | 1976     | 兵庫县尼崎市         |                        |
| 尼崎第三发电站   | 原油       | 468             | 2001     | 兵庫县尼崎市         |                        |
| 尼崎东发电站     | 煤炭、重油 | 312             | 2001     | 兵庫县尼崎市         |                        |
| 春日出发电站     | 重油       | 312             | 2001     | 大阪府大阪市此花区   |                        |
| 多奈川发电站     | 重油       | 462             | 2001     | 大阪府泉南郡岬町     |                        |
| 大阪发电站       | 重油、LNG  | 624             | 2003     | 大阪府大阪市住之江区 |                        |
| 三宝发电站       | 重油       | 156             | 2003     | 大阪府堺市堺区       | 关联公司堺共同火力运营 |
| 高砂发电站       | 重油、原油 | 900             | 2006     | 兵庫县高砂市         |                        |
| 海南发电站       | 重油、原油 | 2100            | 2019     | 和歌山县海南市       | [ 31 ]                 |
| 多奈川第二发电站 | 重油、原油 | 1200            | 2020     | 大阪府泉南郡岬町     | [ 32 ]                 |

## 電力採購
1995年日本電力業體制改革，推動電力自由化後，建立了電力採購制度，允許成立獨立發電廠向輸配電公司出售電力。此後關電與6家獨立發電廠簽訂了供電合約，涉及6處發電廠、發電量1913.8MW。
| 供給事業者                 | 供给电力 (MW) | 供給開始  | 所在地             |
| -------------------------- | ------------- | --------- | ------------------ |
| 中山共同發電（船町发电站） | 136           | 1999年4月 | 大阪府大阪市大正区 |
| 新日本製鐵（广畑製鐵所）   | 133           | 1999年4月 | 兵庫縣姬路市       |
| 神戶製鋼所（加古川製鐵所） | 54.5          | 1999年4月 | 兵庫縣加古川市     |
| 大阪瓦斯（酉島能源中心）   | 140           | 2002年4月 | 大阪府大阪市此花区 |
| 神戶製鋼所（神户发电站）   | 1318          | 2002年4月 | 兵庫縣神户市滩区   |
| 兴亚石油 (麻里布製油所)    | 132.3         | 2004年4月 | 山口縣玖珂郡和木町 |

## 外部連結
- 關西電力 （页面存档备份，存于）（日語）